# اووتشاری (ناحیه کولین)
اووتشاری (به چکی: Ovčáry) یک منطقهٔ مسکونی در جمهوری چک است که در ناحیه کولین واقع شده‌است. اووتشاری ۱۰٫۳۷ کیلومتر مربع مساحت و ۸۱۸ نفر جمعیت دارد و ۲۱۵ متر بالاتر از سطح دریا واقع شده‌است.